# Doc Comparato
Doc Comparato, all'anagrafe  Luís Filipe Loureiro Comparato (Rio de Janeiro, 3 novembre 1949), è un drammaturgo, autore televisivo e sceneggiatore brasiliano di telenovele, miniserie, telefilm e film.

## Biografia
È tra i fondatori del Centro de Criação da Rede Globo. Ha scritto serie come Mulher (1998), Il tempo ed il vento (1985), A Justiceira (1997), e Lampião e Maria Bonita (1982), la prima serie latinoamericana a ricevere la Medaglia d'Oro del Cinema e Festival della Televisione di New York.
In Europa ha lavorato sia per Raiuno che per altri canali televisivi. Nel 1989 è stato protagonista della riduzione televisiva di un racconto dello scrittore Gabriel García Márquez, la miniserie spagnola Me alquilo para soñar. Riconosciuto a livello internazionale, tra il 1980 ed il 2004 ha ricevuto nove premi, tra cui il Premio Giappone per la televisione, il DAAD- Deuchst Arte Accademica di Sviluppo, e e il Premio Teatrale Anna Magnani.
È autore di due importanti libri: nel 1982, ha scritto Roteiro, testo pionieristico in America Latina sull'arte e la tecnica della scrittura per il cinema e la televisione; nel 1984 ha lanciato Da criação ao Roteiro, considerato un testo essenziale per scrittori e studenti di cinema.
Comparato è stato il primo drammaturgo brasiliano ad insegnare presso la Casa das Artes Laranjeiras, dove ha curato la realizzazione di uno script per la TV.

## Vita privata
È padre delle attrici Bianca e Lorena Comparato.

## Filmografia

### Cinema
- Bonitinha Mas Ordinária ou Otto Lara Rezende, regia di Braz Chediak (1981)
- O Beijo No Asfalto, regia di Bruno Barreto (1981)
- A Mulher Sensual, regia di Antônio Calmon (1981)
- O Trapalhão na Arca de Noé, regia di Del Rangel (1983)
- O Cangaceiro Trapalhão, regia di Daniel Filho (1983)
- O Bom Burguês, regia di Oswaldo Caldeira (1983)
- Águia na Cabeça, regia di Paulo Thiago (1984)
- Encontros imperfeitos, regia di Jorge Marecos Duarte (1993)
- El corazón de la tierra, regia di Antonio Cuadri (2007)

### Televisione
- E Agora, Marco? - film TV (1978)
- Plantão de Polícia - serie TV (1979)
- Lampião e Maria Bonita - serie TV (1982)
- Bandidos da Falange - miniserie TV, 20 episodi (1983)
- Padre Cicero - miniserie TV (1984)
- O Tempo e o Vento - miniserie TV (1985)
- Histórias Que o Diabo Gosta - serie TV, episodi 1x01-1x02 (1990)
- A, E, I, O... Urca - miniserie TV, 13 episodi (1990)
- Viuvez Secreta, regia di Jorge Marecos Duarte - film TV (1992)
- Procura-se - miniserie TV, episodi 1x01-1x02-1x03 (1993)
- Retrato de Mulher - serie TV, episodi 1x03-1x06 (1993)
- Conto de Natal, regia di Maurício Farias e Álvaro Fugulin - film TV (1993)
- Arnau - miniserie TV, 5 episodi (1994)
- Nazca - serie TV, episodio 1x01 (1995)
- Hospital - serie TV, 5 episodi (1996)
- Visita de Natal, regia di Alexandre Boury, Walter Lacet e Marcelo Travesso - film TV (1996)
- A Justiceira - miniserie TV, 4 episodi (1997)
- Mulher - serie TV, 4 episodi (1998-1999)
- Caminhos do Coração - serie TV (2007)
- Os Mutantes - serie TV, 230 episodi (2008-2009)

## Opere letterarie

### Teatro
- 2013 - Nadistas e Tudistas (Teatro Ipanema -RJ)
- 2010 - Lição Número 18 (Teatro Poeira-RJ)
- 1985 - 2007 - Nostradamos (CCBB-RJ, SalaUno Roma, Jardel Filho Theater -SP)
- 2002 - O Círculo das Luzes (Maison de France-RJ)
- 2001 - Michelangelo (Teatro Carlos Gomes -RJ)
- 1981 - O Beijo da Louca (Teatro Villa Lobos-RJ)
- 1980 - As Tias (Teatro Lagoa -RJ)

### Saggi e studi teorici
- 1979 - Sangue, Papéis e Lágrimas, Contos editora Codecri
- 1983 - Roteiro, arte e técnica de escrever para televisão e cinema, Editora Nórdica
- 1983 - El Guión, Garay Ediciones; Buenos Aires AR, Editora Planeta; D.F. México
- 1988 - De La Creación Al Guión, Madri: Instituto Oficial Radio televisión
- 2002 - Scrivere un film, Dino Audino, Roma
- 2009 - Da Criação ao Roteiro, Editora Summus SP
- 1984 - Nadistas e Tudistas, Editora Ebal, Rio de Janeiro
- 1984 - A Incrível Viagem, Editora Ebal, Rio de Janeiro
- 1981 - Me Alquilo Para Soñar, Casa-Jorge Niterói RJ